# Oskar Osala
Oskar Alexander Osala  (ur. 26 grudnia 1987 w Vaasa) – fiński hokeista, reprezentant Finlandii, olimpijczyk.

## Kariera
- Sport U16 (2001-2003)
- Sport U18 (2003-2004)
- Sport U20 (2004-2005)
- Sport (2004-2005)
- Mississauga IceDogs (2005-2007)
  -  Suomi U20 (2007)
- Blues (2007-2008)
- Hershey Bears (2008-2010)
  -  Washington Capitals (2008)
- Albany River Rats (2010)
- Carolina Hurricanes (2010)
- Charlotte Checkers (2010-2011)
- Nieftiechimik Niżniekamsk (2011-2013)
- Mietałłurg Magnitogorsk (2013-2018)
- Kärpät (2018-2019)

Wychowanek klubu Vaasan Sport. Od maja 2011 zawodnik Nieftiechimika Niżniekamsk. W kwietniu 2012 przedłużył kontrakt o rok. W grudniu 2013 został zawodnikiem Mietałłurga Magnitogorsk (w toku wymiany za Pawła Zdunowa). Przedłużał kontrakt z tym klubem o rok: w maju 2014, w czerwcu 2016, w maju 2017. We wrześniu 2018 ogłosił przerwę w profesjonalnym uprawianiu hokeja. W listopadzie 2018 został hokeistą Oulun Kärpät.
Uczestniczył w turniejach mistrzostw świata edycji 2010, 2017 oraz zimowych igrzysk olimpijskich 2018.

## Sukcesy
Klubowe
- Srebrny medal Mestis: 2005 ze Sport
- Srebrny medal mistrzostw Finlandii: 2008 z Blues
- Mistrzostwo dywizji AHL: 2009 z Hershey Bears
- Mistrzostwo konferencji AHL: 2009 z Hershey Bears
- F.G. „Teddy” Oke Trophy: 2009 z Hershey Bears
- Frank Mathers Trophy: 2009 z Hershey Bears
- Puchar Caldera - mistrzostwo AHL: 2009 z Hershey Bears
- Puchar Gagarina – mistrzostwo KHL: 2014, 2016 z Mietałłurgiem Magnitogorsk
- Złoty medal mistrzostw Rosji: 2014, 2016 z Mietałłurgiem Magnitogorsk
- Finał o Puchar Gagarina: 2017 z Mietałłurgiem Magnitogorsk
- Srebrny medal mistrzostw Rosji: 2017 z Mietałłurgiem Magnitogorsk

Indywidualne
- OHL 2005/2006:
  - Drugi skład gwiazd pierwszoroczniaków
- Mistrzostwa Świata Juniorów w Hokeju na Lodzie 2007/Elita:
  - Pierwsze miejsce w klasyfikacji strzelców turnieju: 5 goli
  - Jeden z trzech najlepszych zawodników reprezentacji w turnieju
- SM-liiga 2007/2008:
  - Pierwsze miejsce w klasyfikacji strzelców wśród pierwszoroczniaków w sezonie zasadniczym: 17 goli
  - Pierwsze miejsce w klasyfikacji asystentów wśród pierwszoroczniaków w sezonie zasadniczym: 18 asyst
  - Pierwsze miejsce w klasyfikacji kanadyjskiej wśród pierwszoroczniaków w sezonie zasadniczym: 35 punktów
  - Szóste miejsce w klasyfikacji strzelców w fazie play-off: 7 goli[9]
  - Trofeum Jarmo Wasamy - najlepszy debiutant sezonu